# Pinnixa sayana
Pinnixa sayana är en kräftdjursart som beskrevs av William Stimpson 1860. Pinnixa sayana ingår i släktet Pinnixa och familjen Pinnotheridae. Inga underarter finns listade i Catalogue of Life.